# Jacques Gourgues
Pas d'image ? Cliquez ici

a Compétitions nationales et continentales officielles uniquement.

Dernière mise à jour le 7 mars 2013.
Jacques Gourgues, officiellement Marcel Henri Gourgues, né le 27 mars 1937 à Saint-Pierre-du-Mont (Landes) et mort le 5 mai 2016 à Mont-de-Marsan, est un joueur français de rugby à XV qui évolue au poste d'arrière. Il passe la majeure partie de sa carrière au Stade montois, aux côtés des frères André et Guy Boniface.

## Biographie
Jacques Gourgues commence sa carrière sportive au club de Jeunesse sportive Villeneuve-de-Marsan avant de rejoindre le Stade montois. Avec le club landais, il remporte le Championnat de France en 1963 ainsi que le Challenge Yves du Manoir en 1960, 1961 et 1962[réf. nécessaire]. En dehors des terrains, il exerce la profession d'agent commercial chez EDF.

## Palmarès
- Vainqueur du Championnat de France en 1963
- Vainqueur du Challenge Yves du Manoir en 1960, 1961 et 1962
- Finaliste de la Coupe d'Europe des clubs champions FIRA en 1964
- Finaliste du Challenge Yves du Manoir en 1958 et 1966